# Dolní Lomná
Dolní Lomná (in polacco Łomna Dolna, in tedesco Nieder Lomna) è un comune della Repubblica Ceca facente parte del distretto di Frýdek-Místek, nella regione della Moravia-Slesia.